# 邁爾氏褐蛇鰻
邁爾氏褐蛇鰻為輻鰭魚綱鰻鱺目糯鰻亞目蛇鰻科的其中一種，分布於中西太平洋菲律賓Oriental Negros海域，棲息在底層水域，屬肉食性。

## 擴展閱讀
維基物種上的相關：邁爾氏褐蛇鰻